# فریگیت کلاس کاکیل
فریگیت کلاس کاکیل (به انگلیسی: Coquille-class frigate) یک کلاس از کشتی است که طول آن 44.7 metres می‌باشد.